# سيرود (ساوجبلاغ)
سيرود هي قرية في مقاطعة ساوجبلاغ، إيران. يقدر عدد سكانها بـ 127 نسمة بحسب إحصاء 2016.